# Ryan Strome
Ryan Edward Strome, född 11 juli 1993 i Mississauga, Ontario, är en kanadensisk professionell ishockeyspelare som spelar för New York Rangers i NHL. Han har tidigare spelat för Edmonton Oilers och New York Islanders.

## Biografi
Strome draftades i första rundan i 2011 års draft av Islanders som femte spelare totalt.
Han är äldre bror till ishockeyspelaren Dylan Strome som spelar för Chicago Blackhawks i NHL.
Den 22 juni 2017 tradades han till Edmonton Oilers i utbyte mot Jordan Eberle.
Han tradades till New York Rangers i utbyte mot Ryan Spooner den 16 november 2018.